# Hubert Haas
Hubert Haas (23 augustus 1919, Châtelet - 1976) was een Belgisch schrijver bekend om zijn werken in de Waalse taal. Hij werkte onder andere samen met Jean Guillaume en Georges Smal.
Hij schreef voornamelijk gedichten en verzen. Hij begon te schrijven in de krant, El Bourdon in 1968.